# アワーソングス
アワーソングスは、東京都渋谷区に所在する、ケイダッシュグループの芸能事務所である。

## 所属アーティスト
- Baby Boo[2]
- 中島美嘉（2020年4月 - ）
- Lonesome_Blue

### 過去に所属していたアーティスト
- 町あかり
- アーバンギャルド
- SHOWTA.
- 真空ホロウ[2]
- 吉田ゐさお[2]
- 小林俊太郎[2]
- 鳥山真翔[3]